# Haberkorn GmbH
Die Haberkorn GmbH ist ein technischer Händler für die Branchen Industrie, Hoch- und Tiefbau, Holzbau und Tischler mit Sitz in Wolfurt (Vorarlberg, Österreich).

## Geschichte
Gegründet wurde die Haberkorn GmbH im Jahr 1932 von Leopold und Frieda Haberkorn in Bregenz als kleine Seilerei. Als 1949 Semperit, ein Unternehmen der Kautschuk- und Kunststoffindustrie, Lieferant von Haberkorn wurde, stieg Haberkorn in den technischen Handel ein. Nach der Gründung einer Niederlassung in Wien durch Sohn Lothar Haberkorn kamen nach und nach weitere Niederlassungen hinzu, bis Haberkorn 1980 österreichweit vertreten war (Wolfurt, Innsbruck, Leonding, Wien, Villach, Graz). 1992 begann die Internationalisierung des Unternehmens mit der Gründung der Unico Haberkorn AG Schweiz (heute Haberkorn AG). Nur ein Jahr später öffnete Haberkorn auch in Ungarn eine Niederlassung.
2003 übernahm Haberkorn den Dornbirner Eisenwarenhändler Gebrüder Ulmer. 2011 wurde die Linzer Glogar Gruppe, spezialisiert auf Hydraulik-Verbindungselemente, übernommen, 2012 der Werkzeughändler Fairtool in Ungarn. 2014 folgten die Zukäufe des Werkzeug- und Arbeitsschutzhändler Ploberger in Niederösterreich und der Schmierstoffhändler Actinia in Slowenien. 2016 erwarb Haberkorn die Firma Sahlberg in Feldkirchen.
Im Jahr 2018 begannen die Bauarbeiten für die Erweiterung der Logistikkapazitäten am Standort Wolfurt. Ende 2019 wurde die Logistikerweiterung in Betrieb genommen. Mit 11.000 zusätzlichen Palettenstellplätzen im Hochregallager und 65.000 Behälterlagerplätzen im Kleinteilelager wurde die Lagerkapazität mehr als verdoppelt. Insgesamt wurden rund 20 Millionen Euro investiert. 2019 hat Haberkorn 50 Prozent der Firmenanteile der Mühlberger-Gruppe übernommen. Die Übernahme der restlichen 50 Prozent der Anteile im Jahr 2024 ist bereits vertraglich vereinbart. Die Mühlberger-Gruppe gehört mit den beiden Gesellschaften Mühlberger GmbH und MLS Safety GmbH zu den Marktführern im Arbeitsschutz in Deutschland und ist regionaler Spezialist im Raum Hessen für Industrieausrüstung, Schlauchleitungstechnik, Rohrleitungssysteme und Pharmatechnik. 2020 folgte die Übernahme der Firma Schloemer, führender Spezialist für Arbeitsschutz und Industrietechnik mit europaweiter Systemversorgung, in Recklinghausen. Im November 2022 wurde bekannt, dass mit dem Unternehmen Schöffler und Wörner in Karlsruhe ein weiteres Unternehmen in Deutschland übernommen wurde.
Zwei Jahre später, im November 2024, beteiligte sich die Haberkorn GmbH mit je 25 Prozent an der Reiff Technische Produkte GmbH sowie der Kremer GmbH an zwei weitere Unternehmen in Deutschland. Ziel sei es auch hier, die Beteiligung in den nächsten Jahren auf 100 Prozent zu erhöhen.

## Standorte
Die Haberkorn GmbH besitzt folgende Standorte in Österreich.
- Wolfurt
- Wien-Landstraße
- Rum
- Leonding
- Villach
- Graz

International besitzt Haberkorn Niederlassungen bzw. Tochtergesellschaften in:
- Berlin
- Berneck
- Budapest
- České Budějovice
- Frankfurt am Main
- Feldkirchen
- Hamburg
- Hannover
- Karlsruhe
- Liberec
- Ljubljana
- Mainz-Kastel
- Maribor
- Mokré Lazce
- Murska Sobota
- Ptuj
- Recklinghausen
- Skrzyszów
- Sveta Nedelja
- Trnava
- Veternik

## Unternehmensstruktur
Konzernmutter ist die Haberkorn Holding AG, unter der sich die Haberkorn GmbH mit den Vorständen Gerald Fitz (Vorstandsvorsitzender), Wolfgang Baur, und Christoph Winder sowie die internationalen Gesellschaften befinden. Das Unternehmen ist Eigentum der Familie Haberkorn.

## Anerkennungen
- Weitergebaut – Neue Bürowelt Haberkorn. Österreichischer Bauherrenpreis 2024